# Борец и клоун
«Борец и клоун» — советский цветной художественный фильм, снятый на киностудии «Мосфильм» в 1957 году. Работу над фильмом начал режиссёр Константин Юдин. После его внезапной смерти во время съёмок картину закончил Борис Барнет.

## Сюжет
Одесса на рубеже XIX—XX века. Грузчик и борец-любитель Иван Поддубный приходит в цирк и знакомится с клоуном-дрессировщиком Анатолием Дуровым. Артистам приходится пройти через испытания и унижения. Управляющий цирка нещадно эксплуатирует артистов, которые связаны рабским контрактом. Талант и трудолюбие Поддубного и Дурова позволяет им выйти за пределы провинциального цирка и сделать международную карьеру.
В итоге Поддубный, победив в финале француза Рауля ле Буше, становится победителем первенства мира по борьбе, которое проходило в Париже.
В фильме нашли отражение реальные события — например, то, как Дуров высмеял во время своего представления градоначальника и был изгнан из Одессы.

Конечно, «Борец и клоун» — это фильм, сделанный на заказ, и наш друг Борис слишком хорошо вышколен, чтобы отказываться от тех преимуществ, которые дает режиссёру школа. Именно в этом таится секрет искусства стилизации, благодаря которому «Щедрое лето» не уступает «Серенаде трёх сердец», «Подвиг разведчика» — «Диверсанту», «Девушка с коробкой» — «Нью-Йоркской шляпке», а «Борец и клоун» — «Оттенку алого». Знаменитый стиль Triangle сегодня надо искать не у Аллана Дуана или Рауля Уолша, а как раз у Бориса Барнета.— Жан Люк Годар из статьи для журнала «Cahiers du cinema». (1959. № 94) .

## В ролях
- Станислав Чекан — Иван Поддубный
- Александр Михайлов — Анатолий Дуров
- Анатолий Соловьёв — Рауль ле Буше
- Борис Петкер — Джузеппе Труцци (прообраз Жижетто Труцци)
- Ия Арепина — Мими
- Георгий Вицин — Энрико
- Кюнна Игнатова — Эстерина Труцци
- Григорий Абрикосов — мистер Фиш
- Леонид Топчиев — Орландо
- Григорий Шпигель — А. В. Саламонский
- Александр Гумбург — отец Поддубного
- Полина Нятко — мать Поддубного (в титрах указана как П. Нетко)
- Майя Казакова — Алёна, невеста Поддубного
- Степан Каюков — дядя Ваня
- Юрий Медведев — Никита

В эпизодах:
- Александр Хохлов — Капулетто
- Владимир Исаев — эпизод
- Тамара Логинова — жена Дурова,  Елена Дурова-Фаччиоли
- Владимир Дорофеев — эпизод
- Александр Хвыля — тренер Буше
- Борис Шухмин — эпизод
- Иван Крымчак — эпизод
- Галина Фролова — Зелёная
- П. Щербак — эпизод
- Владимир Муравьёв — приятель Фиша
- Василий Бокарев — главный судья (в титрах не указан)
- А. Глущенко — зритель (в титрах не указан)
- Николай Горлов — грузчик в одесском порту (в титрах не указан)
- Афанасий Кочетков — городовой (в титрах не указан)
- Александр Лебедев — паренек в магазине (в титрах не указан)
- Георгий Светлани — скрипач (в титрах не указан)
- Павел Тарасов — зритель (в титрах не указан)
- Михаил Трояновский — доктор (в титрах не указан)
- Зоя Фёдорова — одесситка (в титрах не указана)
- Сергей Ценин — Его Превосходительство зритель в театре (в титрах не указан)

В фильме принимали участие артисты цирка:
- Валентина Суркова — гимнастка на трапеции
- А. Лагранский — клоун
- М. Алексеев
- В. Яновский
- Борис Манжели — дрессировщик лошадей
- Вениамин Белоглазов
- Я. Селифанов
- Е. Плохотников — дрессировщик
- Мастера спорта по борьбе — В. Прокопов, П. Сорокин, Ю. Кузнецов
- Александр Мазур — снялся в роли одного из борцов
- Тренер-консультант по борьбе заслуженный мастер спорта Александр Мазур

## Съёмочная группа
- Сценарий — Николай Погодин
- Режиссёры-постановщики: Константин Юдин, Борис Барнет
- Оператор — Сергей Полуянов
- Режиссёр — Лев Дурасов
- Художники: Василий Щербак, Борис Эрдман
- Художник по костюмам — М. Жукова
- Композитор — Юрий Бирюков
- Звукооператор — Виктор Зорин
- Художник-гримёр — И. Чеченин
- Монтаж — Татьяна Зинчук
- Редактор — Григорий Марьямов
- Комбинированные съёмки:

Оператор — Игорь Фелицын
Художник — Н. Звонарёв
- Художник-плакатист — М. Мануйлов
- Оркестр Главного управления по производству фильмов

Дирижёр — Арнольд Ройтман
- Заместитель директора картины — Сергей Каграманов
- Директор картины — Валентин Маслов

## Статьи и публикации
- Жан-Люк Годар. Борец и клоун. (перевод статьи для журнала «Cahiers du cinema» № 94, 1959) // Сеанс : журнал. — 2012. — 3 декабря. — ISSN 0136-0108.
- Сергей Николаев. Станислав Чекан. Творчество. Биография. Статьи… // Киносозвездие : авторский проект. — 2008.

## Внешние медиафайлы
- «Борец и клоун». Полная версия фильма. Фильмы. © Киноконцерн «Мосфильм», 2016 (1957). Дата обращения: 18 июня 2017.